# Manhuaçu
Manhuaçu este un oraș în Minas Gerais (MG), Brazilia.